# Dirk Elsemann
Dirk Elsemann (* 18. August 1977 in Rhede) ist ein deutscher Kirchenmusiker und Hochschullehrer.

## Leben
Elsemann studierte von 1997 bis 2004 Kirchenmusik (A-Examen) an der Robert Schumann Hochschule Düsseldorf und an der Universität der Künste Berlin. Er ergänzte seine Ausbildung durch Meisterkurse bei Anders Bondeman, Helmut Deutsch, Jon Laukvik, Peter Planyavsky und Daniel Roth. 2005 absolvierte er das Konzertexamen in Orgelimprovisation mit Auszeichnung. Seit September 2001 ist Elsemann Kirchenmusiker der römisch-katholischen Heilig-Kreuz-Kirche in Berlin-Wilmersdorf.
Seit 2003 ist er Dozent für Liturgisches Orgelspiel am Institut für Kirchenmusik der Universität der Künste Berlin. 2004–2008 rekonstruierte und erweiterte er die romantische Steinmeyer-Orgel der Heilig-Kreuz-Kirche. Von 2008 bis 2013 war Elsemann Dozent für Gottesdienstliches Orgelspiel am kirchenmusikalischen C-Seminar der Evangelischen Kirche Berlin-Brandenburg-schlesische Oberlausitz an der Universität der Künste Berlin. 2014 erfolgte die Berufung in die erzbischöfliche Kirchenmusik-Kommission Berlin durch den damaligen Erzbischof von Berlin, Rainer Maria Kardinal Woelki. Von 2016 bis 2024 unterrichtete er zusätzlich an der Hochschule für Musik, Theater und Medien Hannover das Fach Orgelimprovisation. Seit 1. Oktober 2021 ist er Gastprofessor in Vertretung für Liturgisches Orgelspiel und Improvisation an der Universität der Künste Berlin.

## Auszeichnungen und Preise
- 1994: Erster Preisträger (Orgelimprovisation) im Bundeswettbewerb Jugend musiziert
- 1999: Preisträger des Hochschulwettbewerbs Düsseldorf für Orgelliteratur und -improvisation (Gottfried-Schreuer-Preis)
- 2001: Stipendiat der Alfred-Sittard-Stiftung